# Thomas Molnar
Thomas Molnar (* 14. Juni 1952 in Kulmbach) ist ein deutscher Politiker (CDU).
Molnar saß von 1990 bis 1994 im Deutschen Bundestag. Er wurde dabei im Bundestagswahlkreis Senftenberg – Calau – Spremberg direkt gewählt.